# 摩耶山
摩耶山（まやさん）は、兵庫県神戸市灘区、六甲山地の中央に位置する標高702 mの山。

## 概要
山頂周辺には掬星台展望台、摩耶ロープウェー星の駅、忉利天上寺、摩耶自然観察園、穂高湖等が点在する。摩耶山の名は空海が天上寺に釈迦の生母・摩耶夫人（まやぶにん）像を安置したことに由来する。古くは八つの国が見渡せるため八州嶺とも呼ばれていた。兵庫50山の一つ。
山頂近くの掬星台展望台（標高690 m）よりの阪神間の夜景が美しい。日本三大夜景のひとつとされる。掬星台には蛍光材で舗装された「摩耶★きらきら小径」が整備されており、夜間はブラックライトにより歩道全体が青色の光で浮かび上がる。六甲全山縦走では最もきつい標高差450 mの登りとなる。
摩耶山には神戸市電弘済会が1954年7月に開業した「ホテル奥摩耶山荘」があったが、1968年11月に営業を休止し建物は撤去された。その後、同地には1970年4月に「国民宿舎摩耶ロッジ」が新築開業した。この国民宿舎は大規模改修され、2001年7月にオテル・ド・摩耶としてリニューアルオープンしたが、PFIの事業期間の満了となり、2021年3月31日をもって営業を終えることになった。また、以前は摩耶学生センター（旧摩耶観光ホテル）もあったが、1994年に営業を完全に取りやめている。
山頂部には摩耶山送信所がある。摩耶山送信所付近から、摩耶史跡公園（旧天上寺跡）方向に向かう途中の天狗岩付近に山頂（標高702 m）と三等三角点（標高698.60 m）がある。
当山に因んで命名された艦艇・船舶として、旧日本海軍の重巡洋艦「摩耶｣、旧日本陸軍のドック型揚陸艦（特殊船）「摩耶山丸」、海上自衛隊の護衛艦「まや」がある。

## 見どころ
- 掬星台 - 摩耶山の山頂近くにある展望広場
- 摩耶自然観察園
- 忉利天上寺
- 摩耶史跡公園 - 1976年に全焼した旧天上寺跡[5]。登山道の青谷道・上野道の途中にある
- 神戸市立自然の家
- 穂高湖 - 上高地から仰ぐ穂高連峰をイメージさせるところからこの名が付いた人工湖[6]
- 五鬼城展望公園 - 登山道の上野道が通過する広さ約6.3 haの風致公園。展望台3箇所あり[7]
- 神戸観光茶園[8]

、岩屋滝・不動滝（滝行の場） - 登山道の青谷道沿い

## 登山道
主な登山道は次の通り
- 新神戸駅より旧摩耶道と天狗道（六甲全山縦走路の一部）を経由。または生田川沿いのトゥエンティクロスを通りシェール道、徳川道、桜谷道などを経て穂高湖・杣谷峠経由
- 阪急神戸線王子公園駅より青谷道または五鬼城展望公園・上野道から、摩耶史跡公園（旧天上寺跡）を経由[9]
- 阪急神戸線六甲駅より柿谷入口、山寺尾根を経由
- 谷上駅から炭ヶ谷、桜谷道を経由

摩耶山は、須磨浦公園から宝塚に至る六甲全山縦走路の途中に位置している。

## 交通
市街地からは、摩耶ケーブル及び摩耶ロープウェー（まやビューライン夢散歩）を使って山頂に行くことができる。六甲山及び六甲山牧場方面からも、バスで山頂に行くことができる。
最寄駅は新神戸駅である。
- 摩耶ケーブル - 摩耶ロープウェー（まやビューライン夢散歩）
- 六甲摩耶スカイシャトルバス
- 阪急バス表六甲線
- 奥摩耶ドライブウェイ

## ギャラリー

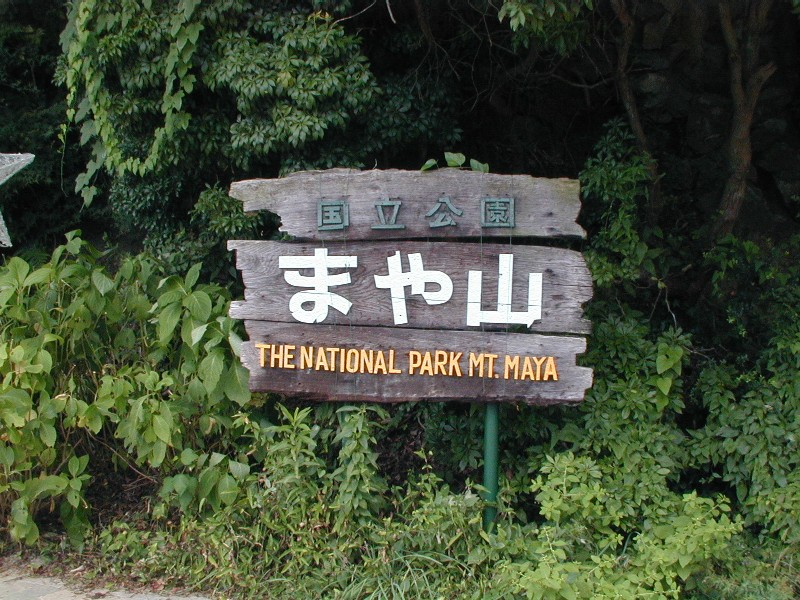
国立公園の看板
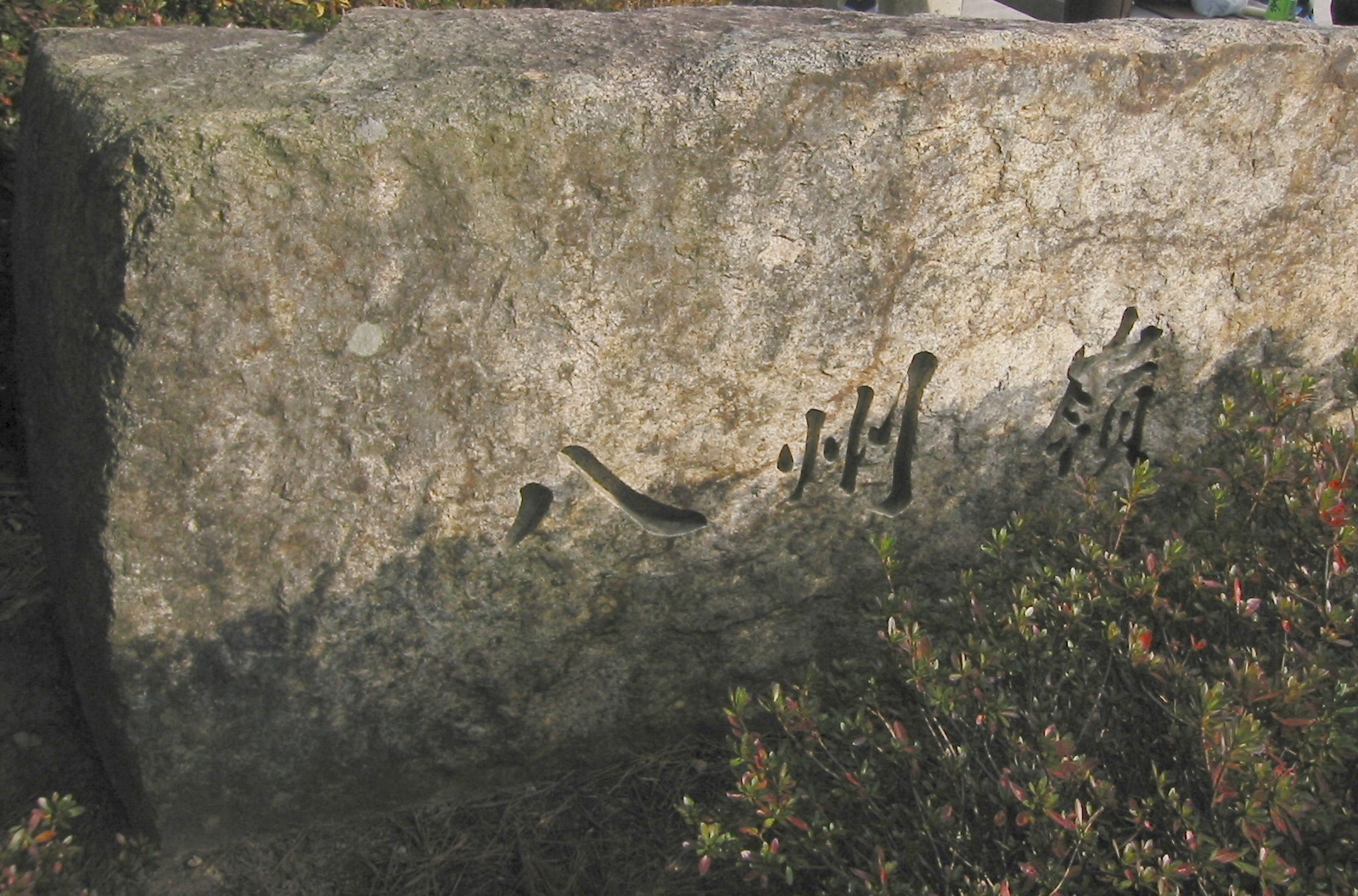
八州嶺碑
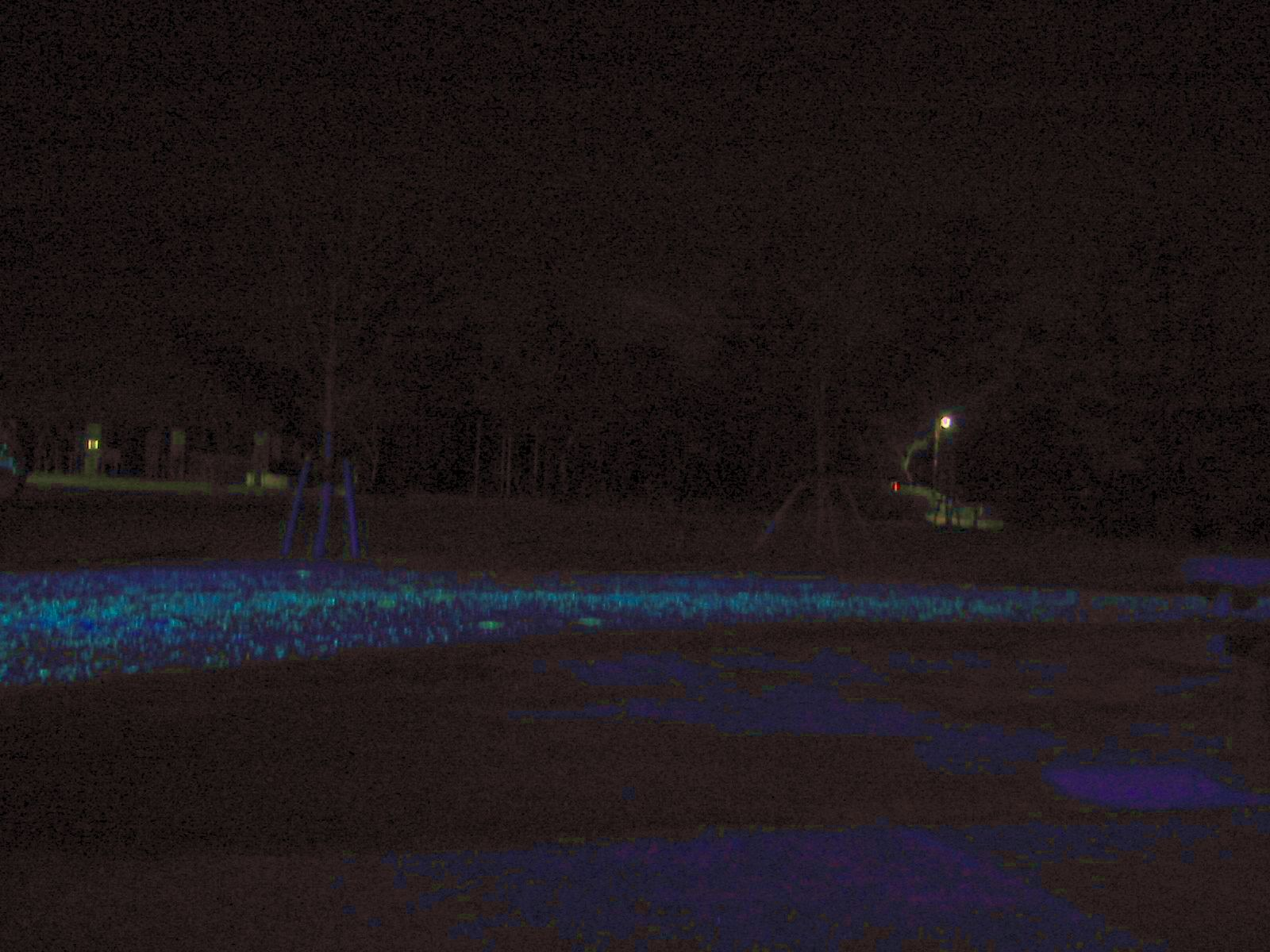
摩耶★きらきら小径
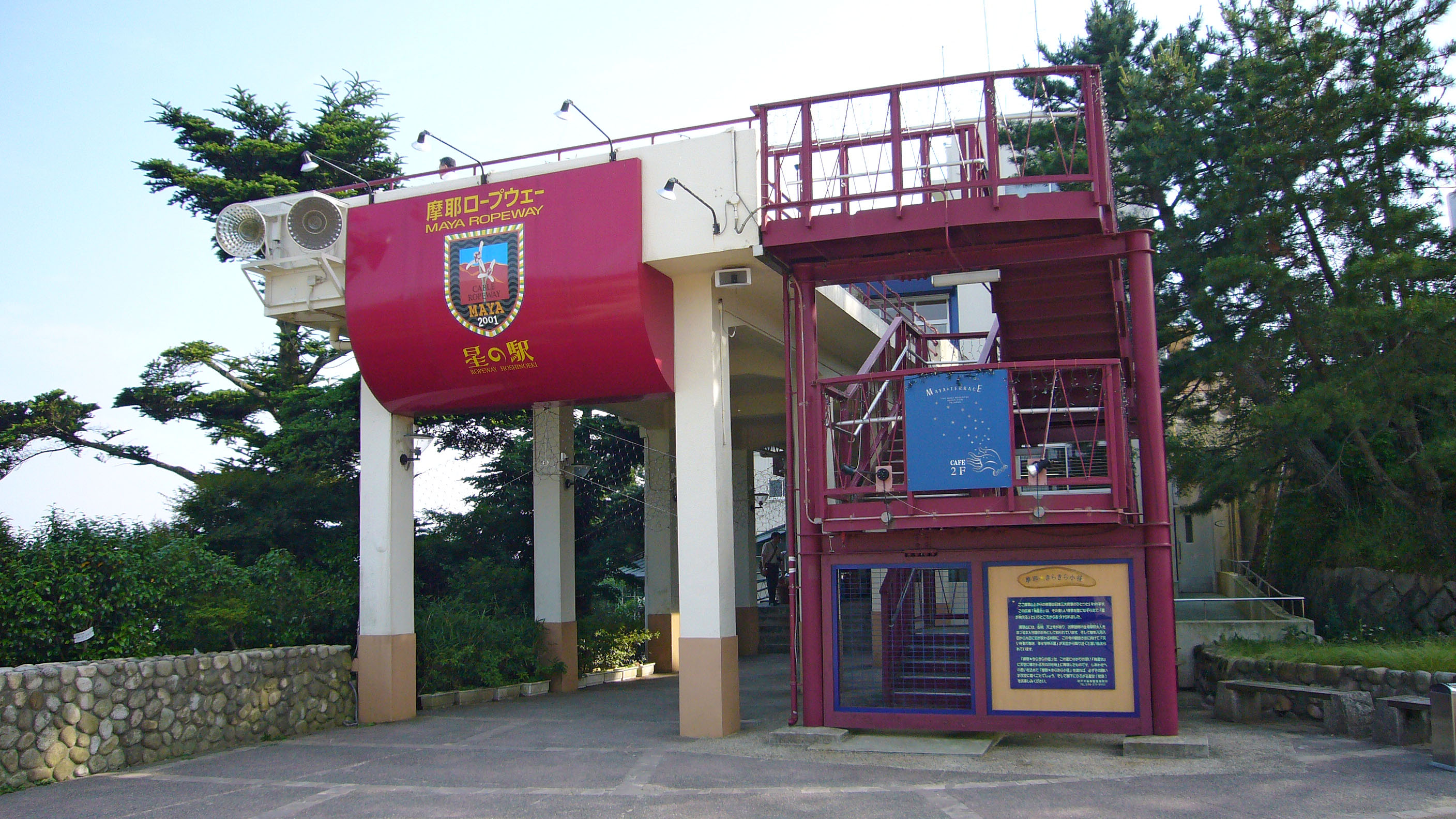
摩耶ロープウェー星の駅
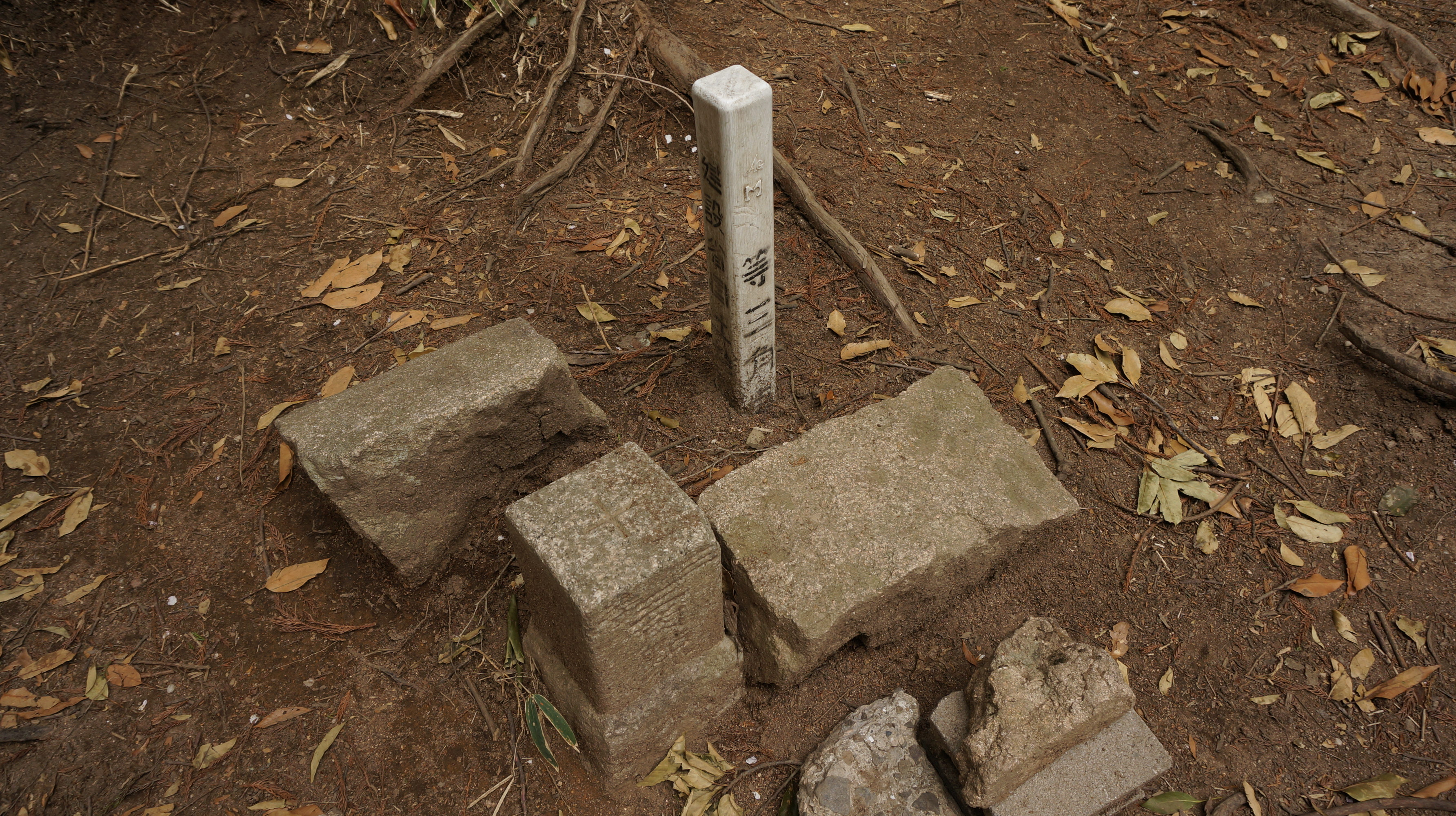
摩耶山頂三等三角点